# Vitalis von Savigny
Der Heilige Vitalis von Savigny (* ca. 1060; † 16. September 1122) war der heiliggesprochene Gründer des Klosters Savigny sowie der benediktinischen Gemeinschaft von Savigny (1122).

## Leben
Vitalis wurde etwa 1060–65 in der Normandie in Tierceville bei Bayeux als Vital de Mortain geboren. Seine Eltern waren Rainfred le Vieux und Rohais. Über seine ersten Jahre ist nichts überliefert. Nach seiner Ordination wurde er Kaplan beim Halbbruder König William des Eroberers, Robert de Conteville, comte de Mortain († 1100). Vitalis erwarb sich die Anerkennung und das Vertrauen Roberts, der für ihn eine Stellung als Kanoniker an der Kirche der Abtei Saint-Évroult bei Mortain stiftete, welche er 1082 gegründet hatte. 
Vitalis zog es aber zu einem Leben in größerer Perfektion. 1095 gab er die Stellung als Kanoniker auf, ließ sich in Dompierre, 19 Meilen östlich von Mortain, nieder und wurde einer der Leiter der Eremitenkolonie im Wald von Craon. Hier führte er für 17 Jahre ein asketisches Leben und wurde – nach dem Namen seines Vaters – Vital le Vieux (Vitalis der Alte) genannt. In dieser Zeit beschäftigte er sich, wie auch sein Mentor Robert von Arbrissel, mit dem Heil und der Errettung der umgebenden Bevölkerung und leistete praktische Hilfe für die Ausgestoßenen, die sich um ihn scharten.
Er war ein bedeutender Prediger, bekannt für seinen Eifer, unempfindlich gegen Müdigkeit und ausgesprochen furchtlos. Es ist überliefert, dass er versuchte, Heinrich I. von England mit seinem Bruder, Robert II. der Normandie zu versöhnen. Er hat offensichtlich England und einen großen Teil des westlichen Frankreichs bereist; der Schwerpunkt seiner Tätigkeit lag aber in der Normandie. Zwischen 1105 und 1120 gründete er in Mortain das Nonnenkloster der Weißen Abtei (Abbaye Blanche), seine später heiliggesprochene Schwester Adeline wurde dessen Äbtissin. Am 16. September 1122 starb er in Savigny.